# Фарсалия
Фарсалия (известна и като Bellum civile или Поема за гражданската война) е римска епическа поема, написана от Марк Аней Лукан и разказваща за гражданската война между Юлий Цезар и силите на Римския сенат, предвождани от Помпей Велики. Името Фарсалия е препратка към битката при Фарсала, която се състои през 48 пр.н.е., близо до Фарсала, Тесалия, в северна Гърция и където Цезар губи от Помпей.
Поемата е написана на латински. Започната е около 61 г. и вероятно е незавършена и неозаглавена когато Лукан умира през 65 г. Има 10 оцелели книги, от които се състои поемата. Не е известно дали има други написани или дали автора е планирал да напише. Книга 1 започва историята на войната, в пресичането на Рубикон, през януари 49 г. пр.н.е.